# Screening wirtualny
Screening wirtualny (VS, z ang. virtual screening) – komputerowa metoda analizy wirtualnych bibliotek związków chemicznych w poszukiwaniu substancji o potencjalnym działaniu biologicznym. Jest integralną częścią procesu projektowania leków. 

## Wstęp
W tradycyjnym screeningu wysokoprzepustowym każda substancja chemiczna z biblioteki związków, w celu oceny jej aktywności biologicznej, musi być fizycznie sprawdzona w laboratorium. Screening wirtualny pozwala natomiast na wytypowanie z całej biblioteki związków tych substancji, dla których prawdopodobieństwo aktywności jest największe i dalsze fizyczne sprawdzenie jedynie tej części biblioteki. Zaletą takiego postępowania jest znaczne ograniczenie kosztów i czasu screeningu, wadą natomiast możliwość błędnej klasyfikacji związków (związki zaklasyfikowane jako aktywne okazują się nieaktywne lub odwrotnie).
Screening wirtualny zaczęto stosować w latach 70 XX wieku, lecz początkowo wyniki były dalekie od oczekiwań. W miarę udoskonalania metod bio- i chemoinformatycznych, screening stał się nieodłącznym elementem procesu projektowania leków.

## Wirtualne biblioteki związków
W procesie screeningu wirtualnego analizie poddawane są cząsteczki zdeponowane w wirtualnych bibliotekach związków. Mogą mieć one formę baz danych lub plików struktur chemicznych (np.  SMILES). Biblioteki wirtualne dostarczane są często przez jednostki zajmujące się obrotem związkami chemicznymi (firmy, instytuty naukowe) i odzwierciedlają ich ofertę. W ten sposób wyłonione na etapie screeningu wirtualnego substancje można nabyć w instytucji dostarczającej daną bibliotekę wirtualną. Biblioteki wirtualne mogą liczyć od kilkuset związków do kilku milionów. Przykładowo kolekcja związków firmy Enamine na dzień 2013-03-29 liczy ponad 1,7 mln struktur.
Istnieją również bazy danych - wirtualne biblioteki gromadzące struktury związków chemicznych z różnych źródeł (zarówno od komercyjnych dostawców jak i z literatury naukowej i patentów), np. ZINC, PubChem. Baza ZINC na dzień 2013-01-11 zawierała 19607982 struktur, z kolei baza PubChem – 47322806 struktur.
Biblioteki mogą zawierać struktury związków zarówno syntetycznych, jak i naturalnych. Istnieją również biblioteki sprofilowane, zawierające struktury wstępnie zawężone (np. zawierające związki o określonych właściwościach fizykochemicznych, jak masa molowa, logP i inne).
Osobną grupą bibliotek wirtualnych są biblioteki zawierające struktury jeszcze nie otrzymane, lecz potencjalnie możliwe do zsyntetyzowania.

## Metody screeningu wirtualnego
Metody screeningu wirtualnego możemy podzielić na dwie kategorie: bazujące na strukturze białka (receptora) i bazujące na strukturze ligandu (ligandów).

### Metody bazujące na strukturze białka
Metody te bazują na znajomości struktury docelowego białka, z którym ma związać się poszukiwany związek chemiczny. Do znanej, przygotowanej przestrzennej struktury białka (uzyskanej np. metodą krystalografii rentgenowskiej) dokuje się (dopasowuje) poszczególne struktury z biblioteki wirtualnej. Każda zadokowana para ligand-białko jest oceniana za pomocą specjalnej funkcji (ang. scoring function). Uzyskana ocena (scoring) teoretycznie odpowiada prawdopodobieństwu związania się ligandu z danym białkiem, co w efekcie powinno przekładać się na efekt biologiczny (np. IC50 danego związku).

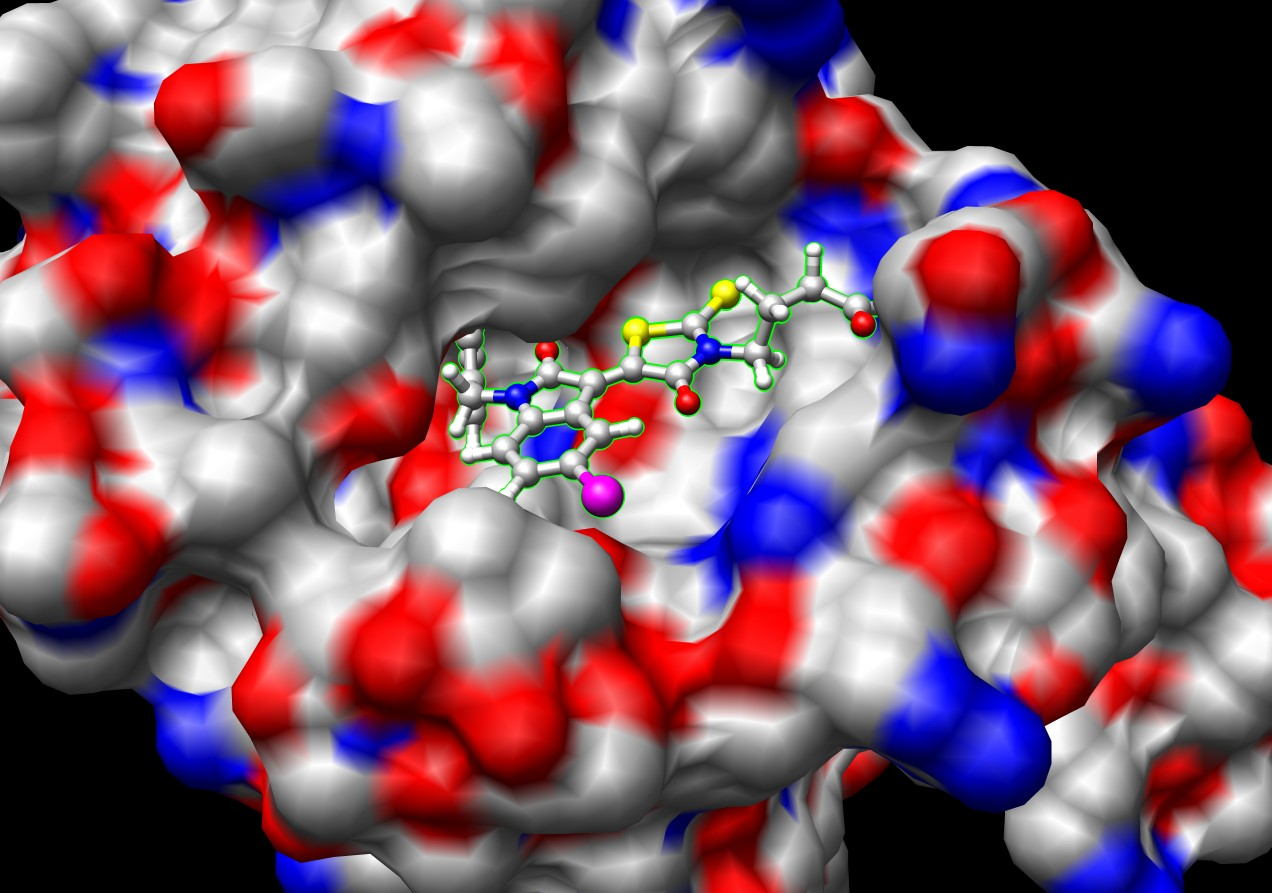
Wizualizacja struktury cząsteczki zadokowanej do białka

Do dokowania służą programy dokujące, np. AutoDock, AutoDock Vina, UCSF DOCK, Glide, Gold, FlexX.

### Metody bazujące na strukturze ligandu
Znając strukturę związku (związków) oddziałujących na dane białko, przeszukuje się bibliotekę wirtualną pod kątem związków podobnych do związków aktywnych. Zakłada się tym samym, że związki podobne do znanych związków aktywnych będą również aktywne. W zastosowaniu tego typu metod nie jest konieczna znajomość struktury białka.
Istnieją różne metody wyszukiwania związków podobnych.

#### Farmakofory
Dla związku (związków) aktywnych określa się pewne cechy charakterystyczne (np. układ wiązań, pierścieni, donorów i akceptorów protonów) wraz z ich przestrzennym rozmieszczeniem. Układ taki zwany jest farmakoforem. Następnie na jego podstawie przeszukuje się bibliotekę w poszukiwaniu związków mających podobny przestrzenny rozkład cech.

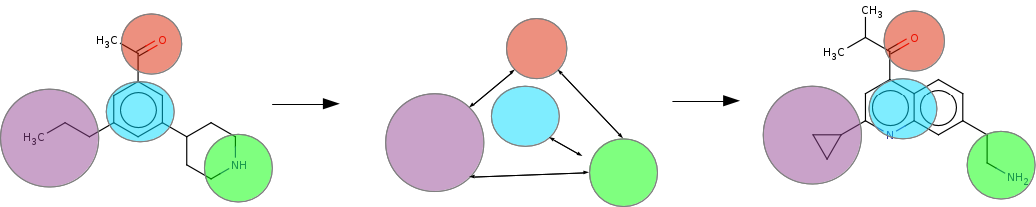
Farmakofory, screening bibliotek

#### Fingerprinty

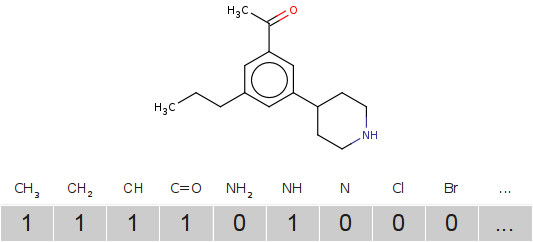
Prosty fingerprint strukturalny

Dla związku aktywnego oblicza się jego fingerprint (ang: odcisk palca) – wektor bitów kodujący jego strukturę chemiczną: układ wiązań, grupy funkcyjne itp. Analogiczne fingerprinty liczy się dla każdego związku z biblioteki. Następnie, dla każdego związku z biblioteki, oblicza się matematyczne podobieństwo jego fingerprintu i fingerprintu związku wzorcowego.

#### Inne metody
Wśród innych metod poszukiwania związków podobnych znajdują się m.in. poszukiwanie związków mających podobny kształt, rozkład pola elektrostatycznego oraz metody łączące różne, wymienione wyżej podejścia.

## Etapy screeningu wirtualnego

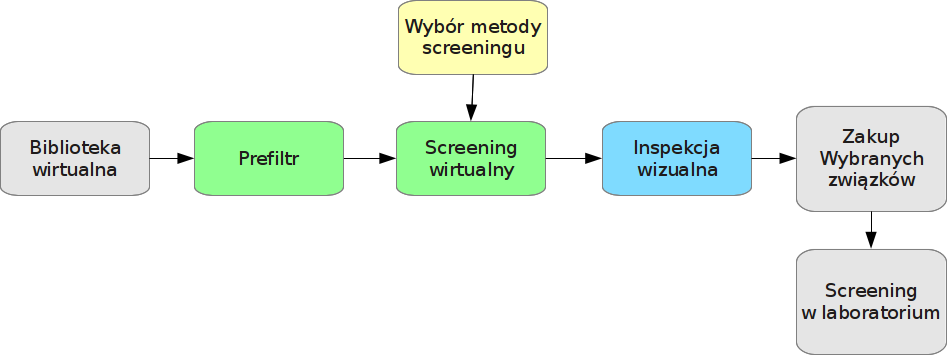
Schemat screeningu wirtualnego

Typowa procedura screeningu wirtualnego podzielona jest na etapy:
1. Przygotowanie biblioteki wirtualnej
2. Zastosowanie prefiltra (np. filtr właściwości fizykochemicznych, ADMET, reguły Lipińskiego)
3. (Wybór metody screeningu wirtualnego)
4. Screening wirtualny
5. Inspekcja wizualna potencjalnie aktywnych związków (odrzucenie związków znanych, opatentowanych itp)
6. Zakup wybranych związków (w wielu wypadkach do przeprowadzenia testów wystarczy 1 mg związku)
7. Screening w laboratorium